# Jeffrey Sachs
Jeffrey Sachs (Detroit, Míchigan, 5 de noviembre de 1954) es un economista y profesor estadounidense, destacado por su trabajo en el campo del desarrollo sostenible, la macroeconomía global y la lucha contra la pobreza. Fue director (2002-2016) del Instituto de la Tierra de la Universidad de Columbia y asesor especial de las Naciones Unidas en relación con los Objetivos del Milenio y los Objetivos de Desarrollo Sostenible.
En 2015 recibió el Premio Planeta Azul. Dos veces ha sido incluido en la lista de las personas más influyentes del mundo, elaborada por Time Magazine.

## Biografía
Sachs estudió en la Universidad de Harvard, donde obtuvo su licenciatura  (1976), maestría (1978) y doctorado (1980). En Harvard fue profesor Asistente de 1980 a 1982, Profesor Asociado de 1982 a 1983 y profesor de 1983 a 2002. Forma parte del consejo asesor de The Global Analysis and Trends in Emerging Regions.

## Propuestas y críticas
A pesar de que Sachs es para algunos un visionario, otros economistas lo consideran peligrosamente ingenuo, especialmente en su aceptación de medidas y propuestas neoliberales, tales como su propuesta de la «terapia de choque económico».
Uno de sus mayores críticos es William Easterly, el profesor de Economía en la Universidad de Nueva York, quien criticó duramente su libro The End of Poverty (El Final de la Pobreza). El libro de Easterly White Mann's Burden (2006) ahonda esa crítica de la visión de Sachs, de acuerdo a la cual, los países más pobres están empantanados en la miseria y no tienen escape sin la ayuda masiva de los países más ricos. Easterly presenta evidencia estadística que sugiere que los países que se han industrializado recientemente lo lograron sin mayor ayuda externa. Easterly concluye: «Sí, lean sus elocuentes descripciones de la pobreza y su convincente caso ético de por qué los ricos deben ayudar a los pobres, pero no acepten su Gran Plan». 
Daniel Ben-Ami ha criticado a Sachs desde el punto de vista opuesto: argumenta que la posición de Sachs en The End of Poverty supone un argumento a favor de que la pobreza es un hecho que se mantendrá. Ben-Ami sugiere que, a pesar de la «retórica grandilocuente» de Sachs, su objeto final es la erradicación de la pobreza extrema, pero no el desarrollo económico y la transformación social de los países pobres. Ben Ami también lo acusa de rebajar o sugerir aspiraciones limitadas para los pobres.
Otro crítico, Amir Attaran, fue originalmente un colega cercano, incluso colaboró con Sachs en algunos artículos, lo que llevó a la creación del Fondo Mundial para combatir el VIH/Sida, la tuberculosis y la malaria. Attaran, que es profesor titular de la Cátedra de Estudios Legales en la Universidad de Ottawa, discrepó de Sachs debido a sus diferentes opiniones acerca de los Objetivos de Desarrollo del Milenio. Attaran argumenta que la ONU ha engañado al público, presentando objetivos que son específicos, pero no medibles o evaluables. Sachs responde que sólo algunos de esos objetivos son inmedibles, pero Attaran contraargumenta, citando documentos de la propia ONU, que el progreso en la gran mayoría de esos objetivos no es medido nunca.
Nancy Holmstrom, feminista socialista, apunta que Sachs asume, en su propuesta de usar una «terapia de choque» en Rusia, que la transición al capitalismo sería un proceso natural, virtualmente automático y benéfico. «Empiécese con el abandono de la intervención estatal, libérense los precios, promuévase la competencia en la empresa privada, véndase las empresas estatales tan rápido como sea posible». Holmstrom apunta que las consecuencias de la implementación de tales medidas sería: disminución drástica de la producción industrial, reducción casi del 50 % tanto en el PIB como en el ingreso promedio de los habitantes, incremento al doble de la tasa de suicidios, aumento masivo de la tasa de desempleo, etc.
Lo que se considera generalmente como uno de los mayores éxitos de Sachs, la reducción y control de la hiperinflación en Bolivia a finales de los 80, lograda a través del uso extremo de esa terapia de choque económico, es analizado en profundidad en La doctrina del shock: el origen del capitalismo del desastre (The Shock Doctrine: the Rise of Disaster Capitalism). El éxito de esta política radica básicamente en que rápidamente se recompone el salario real de la población (w/p), dado que se paraliza la espiral inflacionaria. En esto radica el apoyo popular a una política de corte «ortodoxa». Naomi Klein argumenta que la narrativa del «éxito de Sachs» es claramente incorrecta (Metropolitan Books. New York, 2007).
En las elecciones presidenciales de 2024, Sachs expresó su apoyo por la candidata del Partido Verde, Jill Stein.
El 19 de febrero de 2025, Sachs pronunció un discurso ante el Parlamento Europeo titulado «La geopolítica de la paz». Durante esta intervención, criticó enérgicamente la influencia de Estados Unidos sobre la política exterior europea, exhortando a Europa a adoptar una posición más independiente. En particular, declaró: «Ser enemigo de Estados Unidos es peligroso, pero ser amigo es fatal», subrayando la necesidad de que Europa desarrolle una política exterior realista que tenga en cuenta tanto los intereses propios del continente como los de Rusia.

## Obras
- Sachs, Jeffrey (2014).The Age of Sustainable Development. Versión en español: «La Era del Desarrollo Sostenible», Ed. Debate. ISBN 978-023-1173-15-5.
- Sachs, Jeffrey (2008). Common Wealth: Economics for a Crowded Planet. Versión en español: «Economía para un Planeta Abarrotado», Ed. Debate.
- Sachs, Jeffrey (2005). The End of Poverty: Economic Possibilities for Our Time. Penguin Press Hc. Versión en español: «El Fin de la Pobreza Cómo conseguirlo en nuestro tiempo», Ed. Debate. ISBN 968-5962-35-9.
- Sachs, Jeffrey (2003). Macroeconomics in the Global Economy. Westview Press ISBN 0-631-22004-6.
- Sachs, Jeffrey (2002). A New Global Effort to Control Malaria. Science, Vol. 298, 4 de octubre de 2002.
- Sachs, Jeffrey (2002). Resolving the Debt Crisis of Low-Income Countries. Brookings Papers on Economic Activity, 2002:1.
- Sachs, Jeffrey (2001). The Strategic Significance of Global Inequality. The Washington Quarterly, Vol. 24, No. 3, Summer 2001
- Sachs, Jeffrey (1997). Development Economics. Blackwell Publishers ISBN 0-8133-3314-8
- Sachs, Jeffrey and Pistor, Katharina. (1997). The Rule of Law and Economic Reform in Russia. John M. Olin Critical Issues Series Paper; Westview Press ISBN 0-8133-3314-8.
- Sachs, Jeffrey (1994). Poland's Jump to the Market Economy. Lionel Robbins Lectures; The MIT Press ISBN 0-262-69174-4.
- Sachs, Jeffrey (1993). Macroeconomics in the Global Economy. Prentice Hall ISBN 0-13-102252-0.
- Sachs, Jeffrey (ed) (1991). Developing Country Debt and Economic Performance, Volume 1: The International Financial System. National Bureau of Economic Research Project Report; University of Chicago Press ISBN 0-226-73332-7.
- Sachs, Jeffrey and Warwick McKibbin. Global Linkages: Macroeconomic Interdependence and Co-operation in the World Economy. Brookings Institution, June, 277 pages. (ISBN 0-8157-5600-3).
- Sachs, Jeffrey (ed) (1989). Developing Country Debt and the World Economy. National Bureau of Economic Research Project Report; University of Chicago Press ISBN 0-226-73338-6.
- Bruno, Michael and Sachs, Jeffrey (1984), Stagflation in the World Economy.